# Olga Łazarska
Olga Łazarska (ur. 20 lutego 1962 roku w Rzeszowie) – polska pianistka, pedagog gry na fortepianie.

## Życiorys
Córka Aleksandra Łazarskiego i Haliny z Gidlewskich.
Ukończyła Liceum Muzyczne w Katowicach, a następnie Akademię Muzyczną w Krakowie w klasie fortepianu prof. Ewy Bukojemskiej.
Od 1987 pełni funkcję starszego wykładowcy w Katedrze Fortepianu Akademii Muzycznej w Krakowie, prowadząc m.in. przedmiot „Metodyka gry na fortepianie z literaturą pedagogiczną” według autorskiego programu. W latach 1997–2009 uczyła w Zespole Szkół Muzycznych im. Mieczysława Karłowicza w Krakowie. W latach 2005–2013 pełniła funkcję Kierownika Sekcji Instrumentów Klawiszowych w Państwowej Ogólnokształcącej Szkole Muzycznej II stopnia im. Fryderyka Chopina. Od 2013 jest Kierownikiem Sekcji Klawiszowej w PSM II st. im. Wł. Żeleńskiego w Krakowie. Zajmuje również stanowisko wicedyrektora tej szkoły.
Od 2001 roku prowadzi regularnie warsztaty pianistyczne:
- „Idea, obraz, technika” w Olsztynie, Kielcach i Rzeszowie – zainicjowane i organizowane przez Stefana Kutrzebę;
- Letnie warsztaty pianistyczne w Rabce organizowane przez PPSM w Krakowie[3];
- Warszawskie Warsztaty Pianistyczne[4];
- Ogólnopolskie Warsztaty Pianistyczne w Krynicy-Zdroju;
- „Od rzemiosła do mistrzostwa” – metodyczne warsztaty pianistyczne w Tomaszowie Lubelskim.

Jest ekspertem w zakresie gry na fortepianie, wpisanym na listę Ministerstwa Kultury i Dziedzictwa Narodowego, i zasiada w komisjach do spraw awansu zawodowego nauczycieli powoływanych przez CEA.
W 2016 została odznaczona przez ministra kultury i dziedzictwa narodowego Brązowym Medalem „Zasłużony Kulturze Gloria Artis” w dziedzinie szkolnictwo artystyczne.

## Wychowankowie
Wychowankowie Olgi Łazarskiej należą do czołówki polskiej pianistyki, zdobyli łącznie ponad 100 nagród na konkursach międzynarodowych i ogólnopolskich. Są wśród nich: Szymon Nehring (I nagroda w „Steinway Klavierspiel Wettbewerb” w Hamburgu (2005), I nagroda na III Międzynarodowym Konkursie Pianistycznym „Chopin + ...” w Budapeszcie (2010) I nagroda oraz nagroda EMCY na XIII Międzynarodowym Konkursie Pianistycznym im. Fryderyka Chopina w Narvie (2012).
Julia Kociuban (Grand Prix w V Międzynarodowym Konkursie Chopinowskim dla Młodych Pianistów w Narvie (2004) i Grand Prix w XVI Międzynarodowym Konkursie im. J.S. Bacha w Gorzowie Wlk (2002).
Jakub Kuszlik (I nagroda na Międzynarodowym konkursie Pianistycznym im. M. Moszkowskiego w Kielcach (2013), I nagroda na Ogólnopolskich Przesłuchaniach Pianistycznych Szkół Muzycznych II st. organizowanych przez CEA (2014), Grand Prix na XIII Konkursie Pianistycznym im. H. Czerny- Stefańskiej i L. Stefańskiego (2015).
Martyna Kubik (I nagroda na XX Ogólnopolskim Turnieju Pianistycznym im. Haliny Czerny-Stefańskiej, Żagań 2015, I nagroda na IV Zachodniopomorskim Konkursie Pianistycznym, Szczecin 2015.
Aleksandra Dąbek (I nagroda w XVII Międzynarodowym Konkursie Pianistycznym dla Dzieci i Młodzieży w Szafarni (2009), Julia Marczuk (I nagroda w VIII Konkursie Pianistycznym EPTA, Kraków(2015).
Zofia Satała (I nagroda na XVII Ogólnopolskim Konkursie Pianistycznym w Koninie (2012).
Edukację na poziomie średniej szkoły muzycznej ukończyli pod jej kierunkiem również muzycy, którzy obecnie realizują się w innych obszarach; należą do nich Piotr Orzechowski – muzyk jazzowy oraz Piotr Peszat – kompozytor muzyki współczesnej.

## Konkursy i projekty
Wielokrotnie zasiadała w jury konkursów pianistycznych do których należą: Przesłuchania Pianistyczne Centrum Edukacji Artystycznej, małopolskie konkursy dla dzieci i młodzieży, m.in. Konkurs Młodego Awangardzisty, Brzdące Dźwiękiem Malujące, konkursy o zasięgu ogólnopolskim i międzynarodowym (Paryż, Lima), pełni funkcję dyrektora Turnieju Pianistycznego im. H. I L.Stefańskich w Krakowie.

## Publikacje
1. „Uczeń zdolny w dobie reformy. Relacje: uczeń- szkoła, szkoła-dom, nauczyciel - rodzice” - „Edukacja artystyczna - nowe wyzwania” pod redakcją Lidii Kataryńczuk, Oficyna Wydawnicza Uniwersytetu Zielonogórskiego, 2016